# Raúl Bauza
Raúl Bauza (* 27. August 1934 in General Pico) ist ein ehemaliger argentinischer Moderner Fünfkämpfer.
Bauza ging bei den Olympischen Sommerspielen 1960 in Rom im Modernen Fünfkampf an den Start. Dabei belegte er im Mannschaftswettbewerb Platz 10, im Einzelwettbewerb wurde er 40.
Bei einer Körpergröße von 1,80 m betrug sein Wettkampfgewicht 73 kg.